# Jeff Song
Jeff Song (* 22. Dezember 1963) ist ein US-amerikanischer Jazz- und Improvisationsmusiker (Cello, Bassgitarre) und Komponist.

## Leben
Jeff Song, der koreanische Wurzeln hat und in Iowa aufwuchs, lernte zunächst klassisches Cello und während seiner Highschoolzeit E-Bass. Er arbeitet seit den 1980er Jahren in der Musikszene des Asian American Jazz Movement, ferner in Bereichen wie Jazz, Folk, Rock, Funk, Neuer Musik und improvisierter Musik, zunächst in Boston, dann im Raum New York. Neben Cello und Bassgitarre spielt er außerdem die Gayageum, eine koreanische 12-saitige Zither. Nach Erwerb des Bachelor of Arts in Anthropologie an der Boston University (1987) und dem Master of Music am New England Conservatory of Music (1992), wo er Third Stream u. a. bei Ran Blake und Joe Maneri studierte, beschäftigte er sich mit der Verbindung von Improvisation und Komposition mit der Musik außerwestlicher Kulturen (insbesondere der koreanischen Volksmusik). 1993 erhielt er ein Stipendium der New England Foundation for the Arts. Seitdem arbeitete er als Solist und mit seinen Formationen Invisible Maniac und Lowbrow, ferner u. a. mit Matt Turner, Curt Newton, Taylor Ho Bynum, Bob Moses, Miya Masaoka, Cuong Vu, Leni Stern, George E. Lewis, Jason Kao Hwang, Michael Zerang, Francis Wong, Tatsu Aoki, Joe Daley, Salim Washington, Phillip Johnston, Glenn Horiuchi, Steve Norton und Mark Izu.

## Diskographische Hinweise
- In Vivo (Asian Improv, 1993), mit Matt Turner
- Rules of Engagement (Asian Improv Records, 1995), mit Cuong Vu, Dean Laabs, John Mettam, Matt Turner, Michael Gentile
- Other Pocket (Music & Arts Program of America, 1997)
- Song, Newton & Bynum –  Trio Ex Nihilo (Buzz Records, 2000)
- ðIaspøRama (Stellar, 2001)